# دائرة بوحمامة
دائرة بوحمامة هي إحدى دوائر ولاية خنشلة الجزائرية.